# ウルトラファミリー大集合
ウルトラファミリー大集合（ウルトラファミリーだいしゅうごう）は、須賀川市文化センター大ホールで開催している『ウルトラシリーズ』を題材にしたイベント。

## 今までのイベント

### ウルトラファミリー大集合 in すかがわ
日程
- 1998年4月12日

### ウルトラファミリー大集合 in すかがわ'99
日程
- 1999年4月10日と4月11日

### ウルトラファミリー大集合 in すかがわ 2000
日程
- 2000年4月9日

### ウルトラファミリー大集合 in すかがわ 2001
日程
- 2001年4月15日

### 須賀川公演5周年記念 ウルトラファミリー大集合 in すかがわ 2002
日程
- 2002年4月13日と4月14日

### ウルトラファミリー大集合 in すかがわ 2003
日程
- 2003年4月12日と4月13日

### ウルトラファミリー大集合 in すかがわ 2004
日程
- 2004年4月10日と4月11日

### ウルトラファミリー大集合 in すかがわ 2005
日程
- 2005年4月15日と4月16日

### ウルトラマンシリーズ生誕40周年記念 ウルトラファミリー大集合 in すかがわ 2006
日程
- 2006年4月22日と4月23日

その他
- 佐賀市文化会館大ホールでも開催していた。

### ウルトラファミリー大集合 IN すかがわ 2007
日程
- 2007年4月21日

その他
- 佐賀市文化会館大ホールでも開催していた。

### ウルトラファミリー大集合 IN すかがわ 2008
日程
- 2008年4月12日と4月13日

その他
- 佐賀市文化会館大ホールでも開催していた。

### ウルトラファミリー大集合 IN すかがわ 2009
日程
- 2009年4月18日と4月19日

### ウルトラファミリー大集合 IN すかがわ 2010
日程
- 2010年4月24日と4月25日

### ウルトラファミリー大集合 IN すかがわ 2011
日程
- 2011年4月9日と4月10日

その他
- 東北地方太平洋沖地震（東日本大震災）並びに福島第一原子力発電所での福島第一原子力発電所事故の影響で中止になった。

### ウルトラファミリー大集合 IN すかがわ 2012
日程
- 2012年4月14日と4月15日

その他
- 横浜市市民文化会館関内ホールでも開催していた。

### 15th ウルトラファミリー大集合 IN すかがわ 2013 FOREVER DREAMIN'
日程
- 2013年4月13日と4月14日

### ウルトラファミリー大集合 IN すかがわ 2014
日程
- 2014年4月12日と4月13日

### ウルトラファミリー大集合 IN すかがわ 2015
日程
- 2015年4月11日と4月12日

### ウルトラファミリー大集合 IN すかがわ 2016
日程
- 2016年4月23日と4月24日

### ウルトラファミリー大集合 IN すかがわ 2017
日程
- 2017年4月22日と4月23日

### 20th Anniversaty ウルトラファミリー大集合 IN すかがわ 2018
日程
- 2018年4月21日と4月22日

## 施設
ライブショー
ヒーローショーが行われているステージ。開催初日から7月上旬まで第1部、8月下旬から開催最終日まで第2部の2部構成になっている。
ウルトラショット
ウルトラ戦士と記念撮影ができるコーナー。
ウルトラマンデパート
グッズを販売しているオフィシャルショップ。